# Leocereus bahiensis
Leocereus bahiensis Britton & Rose è una pianta succulenta della famiglia delle Cactacee, endemica del Brasile. È l'unica specie nota del genere Leocereus.